# Marquesado de Olivares
El marquesado  de Olivares es un título nobiliario español creado el 29 de julio de 1680 por el rey Carlos II a favor de Ambrosio de Onís y Coutiño, ministro del Consejo de Hacienda, regidor perpetuo de Valladolid.
Su denominación hace referencia a la villa de Olivares de Duero (provincia de Valladolid), que fue puesta en venta con su jurisdicción, derecho de vasallaje etc, en 1634 y adquirida en 1647 por Ventura de Onís, regidor perpetuo de Valladolid. Su hijo y heredero Ambrosio de Onís y Coutiño, señor de Olivares de Duero, fue creado primer marqués de Olivares.
El primer marqués de Olivares, mandó construir en Olivares de Duero, una casa-palacio típica castellana del siglo XVI, que posteriormente fue convento de jesuitas y con la desamortización de Mendizábal pasó por diferentes propietarios, hasta que en nuestros días es propiedad de la familia Moro, cuyo representante actual Carlos Moro la ha convertido en la bodega "Renacimiento", uno de los prestigiosos vinos de la D.O. Ribera del Duero.

## Marqueses de Olivares
|                                 | Titular                                  | Periodo                |
| Creación por Carlos II          | Creación por Carlos II                   | Creación por Carlos II |
| ------------------------------- | ---------------------------------------- | ---------------------- |
| I                               | Ambrosio de Onís y Coutiño               | 1680-1703              |
| II                              | Diego Ventura de Onís y Santisteban      | 1703-                  |
| III                             | Ángela María Santisteban y Onís Banuelos |                        |
| IV                              | María Antonia de Contreras y Santisteban | 1725                   |
| V                               | Domingo de Colmenares y Contreras        | ? -1811                |
| VI                              | Felipe María de Colmenares y Caracciolo  | 1811-1869              |
| VII                             | Segundo María de Colmenares y Caracciolo | 1869-1881              |
| Rehabilitación por Alfonso XIII |                                          |                        |
| VIII                            | María del Carmen Colmenares y Orgaz      | 1901-1959              |
| IX                              | Ricardo de Colmenares y Gómez-Acebo      | 1959-2006              |
| X                               | Ignacio de Colmenares y Gómez-Acebo      | 2006-2023              |
| XI                              | Ignacio de Colmenares y Brunet           | 2024-actual titular    |

## Historia de los Marqueses de Olivares
- Ambrosio de Onís y Coutiño (fallecido en 1703), I marqués de Olivares.

Casó con María Gregoria de Santisteban Sánchez Banuelos. Le sucedió su hijo:
- Diego Ventura de Onís y Santisteban, II marqués de Olivares.

Casó con Micaela Teresa de Figueroa y Lasso de la Vega. Le sucedió su hija:
- Ángela María Santisteban y Onís Banuelos, III marquesa de Olivares.

Casó con Gerónimo Manuel Contreras Pomo. Le sucedió su hija:
- María Antonia de Contreras y Santisteban (n. en 1725), IV marquesa de Olivares.[2]

Casó con Francisco José de Colmenares y Fernández de Córdoba, II conde de Polentinos. Le sucedió su hijo:
- Domingo de Colmenares y Contreras, (Valladolid, 1754-Madrid, 10 de diciembre de 1811),[3] V marqués de Olivares, III conde de Polentinos y XI conde de las Posadas.

Casó con María Aurelia Caracciolo di Sole, natural de Nápoles, hija de los duques de Venusa.
- Felipe María de Colmenares y Caracciolo (1791-1869), VI marqués de Olivares y IV conde de Polentinos.[3]

Sin descendientes. Le sucedió su hermano:
- Segundo María de Colmenares y Caracciolo, VII marqués de Olivares y V conde de Polentinos.[3]

Casó con Teresa Trabara y Bartolín. Le sucedió su nieta, hija de Aureliano de Colmenares y Trabara VI conde de Polentinos y de Francisca de Paula de Orgaz y Melandro que rehabilitó el marquesado de Olivares:
Rehabilitado en 1901 por:
- María del Carmen Colmenares y Orgaz (1879-1959), VIII marquesa de Olivares.

Casó con José de Chávarri y López. Sin descendientes. Le sucedió, de su hermano Aurelio de Colmenares y Orgaz, VII conde de Polentinos que había casado con María Duque de Estrada y Martínez de Morentín, que fueron padres de Ricardo de Colmenares y Duque de Estrada VIII conde de Polentinos, XII conde de las Posadas que casó con María Gómez-Acebo y Vázquez-Armero, el hijo de estos, por tanto su sobrino nieto:
- Ricardo de Colmenares y Gómez-Acebo (1926-2006), IX marqués de Olivares y IX conde de Polentinos.

Casó con María Luisa Rosillo Díaz. Sin descendientes. Le sucedió su hermano:
- Ignacio de Colmenares y Gómez-Acebo (m. Segovia, 1 de julio de 2023[4]), X marqués de Olivares[5] XIII conde de las Posadas y X conde de Polentinos.

Casó con Isabel Brunet y Caro. Sucedió su hijo:
- Ignacio de Colmenares y Brunet (n. Madrid, 1961), XI marqués de Olivares,[6] XIV conde de las Posadas y XI conde de Polentinos.

Contrajo matrimonio en 1985 con Leticia de Bustos y Morenés, hija de los duques de Montalto.